# Cainan De Matos
Cainan De Matos (Tapera, 27 gennaio 1990) è un giocatore di calcio a 5 brasiliano naturalizzato italiano.

## Carriera

### Club
Cresciuto nella squadra di calcio a 5 della città natale, nel 2009 arriva in Italia, venendo tesserato dalla neonata L.C. Five Martina. Qui rimane per tre stagioni, contribuendo alla scalata dei biancazzurri dalla Serie C2 alla A2 (frutto di 3 promozioni in altrettanti anni) e alla vittoria, nel 2012, della Coppa Italia di Serie B.
Dopo una stagione in prestito al Viagrande, nell'estate 2013 passa al Cisternino; anche qui è tra i protagonisti di un'ascesa, che porta i pugliesi dalla Serie C1 alla Serie A, vincendo inoltre nel 2015 la sua seconda Coppa Italia di categoria.
Diventato uomo simbolo della compagine itriana, nella stagione 2017-18 esordisce nella massima serie, firmando una tripletta nella vittoriosa trasferta contro il Pescara. Nel dicembre del 2017 le difficoltà economiche del Cisternino spingono il giocatore in prestito al Napoli. L'estate successiva è acquistato a titolo definitivo dalla Came Dosson con cui realizza 22 reti durante la stagione regolare, classificandosi secondo nella classifica dei marcatori.

### Nazionale
In possesso della doppia cittadinanza, il 17 gennaio 2022 viene incluso nella lista definitiva dell'Italia per il Campionato europeo 2022.

## Palmarès

### Competizioni nazionali
- Campionato di Serie A2: 1

Cisternino: 2016-17 (girone B)
- Campionato di Serie B: 1

LCF Martina: 2011-12 (girone F)
- Coppa Italia di Serie B: 2

LCF Martina: 2011-12
Cisternino: 2014-15
- Fase nazionale della Coppa Italia regionale: 1

LCF Martina: 2010-11

### Competizioni internazionali
- UEFA Futsal Champions League: 1

Palma: 2022-23